# Bodine
Bodine – holenderska grupa heavymetalowa działająca w latach 1978 - 1984.
Grupa wydała trzy albumy studyjne: Bodine (1981), Bold as Brass (1982) i Three Times Running (1983). Bodine zadebiutowali z wokalistą Jayem van Feggelenem, który później odtworzył rolę barbarzyńcy na albumie Ayreon Into the Electric Castle. Twórca projektu Ayreon, Arjen Anthony Lucassen chciał zostać głównym wokalistą Bodine, jednak jego aspiracje skończyły się na graniu na gitarze. Grupa jest obecnie nieaktywna.

## Skład zespołu

### Ostatni skład zespołu
- Jeronimo – gitara basowa
- Gerard Haitsma – perkusja
- Axel Jozef Langemeijer – śpiew
- Arjen Anthony Lucassen – gitara
- Rheno Xeros – gitara

### Byli członkowie
- Jay Van Feggelen – śpiew
- Armand van der Hoff – gitara basowa

## Dyskografia
- 1981: Bodine
- 1982: Bold as Brass
- 1983: Three times running